# Крутов Олексій Володимирович
Олексій Володимирович Крутов (рос. Алексей Владимирович Крутов; 1 лютого 1984, м. Москва, СРСР) — російський хокеїст, лівий нападник. 
Вихованець хокейної школи ЦСКА (Москва), тренер — Олександр Герасимов. Виступав за ЦСКА-2 (Москва), ЦСКА (Москва), «Крила Рад» (Москва), «Металург» (Новокузнецьк), «Сєвєрсталь» (Череповець), «Хімік» (Воскресенськ), ЦСК Лайонс, «Автомобіліст» (Єкатеринбург), «Нафтохімік» (Нижньокамськ), «Спартак» (Москва), «Женева-Серветт», ХК «Сочі», «Ред Айс».
В чемпіонатах Швейцарії — 177 матчів (23+28), у плей-оф — 33 матчі (7+3).
Батько: Володимир Крутов.

## Досягнення
- Чемпіон Швейцарії (2008)
- Переможець Ліги чемпіонів (2009)
- Володар Кубка Вікторії (2009).